# Нільтава борнейська
Нільтава палаванська (Cyornis superbus) — вид горобцеподібних птахів родини мухоловкових (Muscicapidae). Ендемік Калімантану.

## Поширення і екологія
Борнейські нільтави живуть в рівнинних і гірських тропічних лісах.